# 宇宙兄弟角色列表
《宇宙兄弟角色列表》是介紹《宇宙兄弟》動畫和漫畫中登場人物的介紹列表。

## 登場人物

### 南波家
南波六太（配音員：平田廣明、孩童時期：澤城美雪；梁興昌、孩童時期：錢欣郁；陳欣、孩童時期：伍秀霞、林丹鳳（代配），真人電影版：小栗旬、孩童時期：中野澪）
主角。初登場時31歲，毛茸茸的自然捲髮型特徵。工學博士。大學畢業後，在汽車設計公司工作。他親手設計過幾輛車，也因此獲得許多獎項，但卻因為上司侮辱他弟弟日日人，憤怒的他便用頭錘他的上司間寺，因為這個原因導致他被開除。在那之後歷經波折的他收到了來自日日人的信息後，開始以太空飛行員為目標。
東京都出身。身高：181cm。他在發生杜哈的悲劇的1993年10月28日出生，讓他覺得「自己與壞運非常有緣」，年幼的時候與日日人約定要成為太空飛行員，然而對於自己的厄運感到自卑。
口頭禪是「怎麼會這樣（なんてこった）」。
對伊東芹夏存在好感，在故事中幾次嘗試著和她接觸。
南波日日人（配音員：KENN、孩童時期：三瓶由布子；李世揚、孩童時期：馮嘉德；曹啟謙、孩童時期：黄玉娟，真人電影版：岡田將生、孩童時期：中島凱斗）
六太的弟弟。初登場時28歲，JAXA的太空飛行員。他被選做為第一位登陸月球的日本人，在太空飛行員中很有才華也很容易受惠。
在美國被稱為「武士男孩」的他有著很高的人氣。並期待六太能夠成為太空飛行員。他在野茂英雄在大聯盟達成無安打比賽的1996年9月17日出生。東京都出身。身高：182cm。
有著對細小的事物感到很厭煩的個性，並且不在意周圍的壓力等的心思的擁有者。因為他具有豐富的學習能力，所以能在短時間學會各種技巧。他很尊敬同為太空飛行員的前輩吾妻瀧生。
2026年時碰到月面遇難事故。2027年時在俄羅斯聯盟訓練。2028年時因為當時事故的影響被發現患有恐慌症，而讓他被授予一個議長的名譽位置（但是這個位置卻是非常閒的職位）。
南波真弓（配音員：田中真弓；李明幸；林丹鳳，真人電影版：森下愛子）
六太、日日人的母親。與六太一樣，有毛茸茸的自然捲髮型。有著寬宏大量還有很樂觀的個性，另外也很注意附近鄰居的八卦。
南波長介（配音員：長；吳文民；林國雄，真人電影版：益岡徹）
六太、日日人的父親。外表冷漠，是典型的日本父親性格。很擅長模仿節目人物，因此每過一段時間就會增加模仿的表演項目，有時候他還會露幾手。很喜歡吃烏龍麵。

### 與南波六太相關的主要人物
真壁賢治（配音員：加藤將之；吳文民；李致林、真人電影版：井上芳雄）
太空飛行員選拔考試應試者。初登場時31歲，與六太是在考試中認識的男人。在家裡有妻子·由紀和兩個女兒。擅長是猜人的年齡。南波六太說他有著「老氣」的髮型，並有著爽朗的個性，他說自己過去也是個很「彆扭的人」。他的妻子是他讀大學時認識的，在報考太空飛行員之前的工作是個研究員。身高：170cm。
在取得太空飛行員的資格後，開始接受月面訓練。從2028年開始在無重力訓練中心訓練。
伊東芹夏（配音員：澤城美雪；錢欣郁；張頌欣、真人電影版：麻生久美子）
太空飛行員選拔考試應試者。初登場時26歲，是以ISS為目標的女醫生。在體力和各種能力上非常的優秀，其姿態也很端莊美麗。同為醫生的父親在她孩童時期得了不治之症（肌肉萎縮性側索硬化症，通稱「ALS」）而死亡，為了要解開疾病的原因並以太空飛行員為目標。
是個大胃王，在她的日記中也有幾次寫到食物的事情。是莎朗的忠實書迷。
在取得太空飛行員的資格後，被提名進入ISS的候補人員進行培訓。在2029年與北村繪名分配在一起。這個時候美女太空飛行員二人組很受歡迎的被稱為「せりえな（芹繪名）」
北村繪名（配音員：三瓶由布子；馮嘉德；林元春、陳皓宜（代配））
太空飛行員選拔考試應試者。初登場時30歲，在她下面有3個弟弟和1個妹妹。成為太空飛行員候補人員的時候開始與伊東芹夏的關係變得很要好。
在取得太空飛行員的資格後，開始接受ISS的訓練。集中訓練進行機器人手臂的操作，本身很會超越精密度刀的操作技術。機器人手臂的技術被認可，在2027年被指名接受ISS的副人員。
新田零次（配音員：星野貴紀；曹冀魯；李凱傑）
太空飛行員選拔考試應試者。初登場時30歲，在筑波大學專攻體育醫學的高個子的男子。有著極度冷靜的集中力但也有點神經質，行動電話的待機畫面是貓。
在取得太空飛行員的資格後，開始接受月面訓練。從2028年開始在無重力訓練中心訓練。

### 其他2025年太空飛行員選拔考試應試者
古谷靖（配音員：內藤玲、少年時期：長田美雪；李世揚、少年時期：馮嘉德；鄧港文、真人電影版：濱田岳）
太空飛行員選拔考試應試者。初登場時30歲，他原是在京都大學研究所研究靈長類動物的男人，京都出身。身高：156cm，因為體格矮小而感到遺憾，因此他只要聽到別人說「小」這個字就會很反感。在JAXA的太空飛行員選拔的3次試驗結束的時候，與六太成為朋友。在2025年太空飛行員選拔考試應試落選後，辭掉了京大靈長類研究所的工作，並在JAXA的馬場教授底下工作。在2028年，重力彈弓效應的民間太空飛行員選拔測驗的招募而進入公司，以民間太空飛行員為起點出發並再以宇宙為目標，對於工業方面的經驗是無。小三時獲得「壽限無」的稱號，在落語表演的舞台上擁有超能的記憶能力。愛稱：「阿靖（やっさん）」
小學的畢業感言寫著將來的職業是太空飛行員。他在重力彈弓效應的機械修理公司裡，
福田直人（配音員：坂東尚樹；吳文民、少年時期：馮嘉德；陳永信、真人電影版：鹽見三省）
太空飛行員選拔考試應試者。初登場時54歲，是從事開發火箭的男人。在考生中年紀最年長，也有穩重的責任感。在2008年當時曾與星加正一起共同接受過考試。在太空飛行員選拔考試結束後，他被火箭開發相關的高人賞識而在重力彈弓效應公司再次就職，並與笑川、門村、來棲一起共同成為重力彈弓效應公司的重要支柱的人員。
溝口大和（配音員：淺沼晉太郎；曹冀魯；黃啟昌、真人電影版：新井浩文）
太空飛行員選拔考試應試者。初登場時28歲，在得知六太是日日人的哥哥時，對六太說出日日人一定把所有考試項目都告訴了他，並讓六太非常驚訝。從小學到大學他一直都是學校裡的菁英份子，但由於其孤僻且不擅長與別人交朋友的個性，讓他在3次試驗時因為不合群而落選。
手島有利（配音員：永田昌康；吳文民；林筠翔）
太空飛行員選拔考試應試者。初登場時30歲，有著一緊張就會抖腳的壞習慣。在第3次試驗的結束後他本來是有希望能夠成為太空飛行員，但最後他自己放棄了把機會讓給別人。他的名字「有利」是他父親手島勇吉取自於首位上太空的太空飛行員尤里·加加林。
富井龍之介（配音員：須嵜成幸；李世揚；劉奕希）
太空飛行員選拔考試應試者。初登場時25歲，遇到困擾的事情時就會玩魔術方塊來解悶。
澤木學（配音員：大羽武士、真人電影版：笠原秀幸）
太空飛行員選拔考試應試者。在2次試驗期間與溝口走在一起，他也是在2次審查時獲得田沼的賞識的人選。
青竹文（配音員：行成兔亞；馮嘉德）
太空飛行員選拔考試應試者。與芹夏的關係很要好，個性開朗又很溫柔，雖然在2次審查落選了，但是還是祝福六太他們能夠早日成為太空飛行員。
高木（配音員：菊本平）
太空飛行員選拔考試應試者。在第2次測驗時與六太是B班的同學。
仲本（配音員：元村哲也）
太空飛行員選拔考試應試者。在第2次測驗時與六太是B班的同學。
森嶋茂雄（配音員：志賀麻登佳；吳文民；馮錦堂）
太空飛行員選拔考試應試者。初登場時40歲，在第3次測驗時的「交流會」裡開始時他是第一個與六太交談的人，他的名字與職業棒球選手長嶋茂雄因為正好差一個字，也因此他也是巨人隊的球迷。他還說自己過去雖然沒有人說他像中田英壽，但他自己覺得長的還蠻像他。他在最終測驗喝個大醉時說自稱他是木崎早苗的隱藏影迷。
山下剛
太空飛行員選拔考試應試者。初登場時29歲。
清水早苗（配音員：長田美雪）
太空飛行員選拔考試應試者。初登場時36歲。
丸宮純
太空飛行員選拔考試應試者。初登場時28歲。
增田大貴（配音員：烏丸祐一）
太空飛行員選拔考試應試者。初登場時31歲。

### 太空飛行員一覽

#### JAXA太空飛行員
吾妻瀧生（配音員：乃村健次；曹冀魯；蔡德鈞→馮志輝）
太空飛行員。是第一位繞著月球周圍軌道的日本人。被認為是日本人裡首次進行登陸月球的人，吾妻而被周遭的人所看好。但是，吾妻在「日本人首次」的壓力下他被作為守護布萊恩·傑伊的代言人，在做為登陸月球的壓力下而沒有留下來，因而提拔了日日人。他要日日人以返回地球為條件成為第二位登陸月球的日本人。
宮田淳（配音員：大羽武士；李世揚）
太空飛行員。初登場時38歲，有著不太會表露出好的感情的個性。在JAXA的太空飛行員選拔的最終審查是與吾妻、紫他們一起共同擔任六太他們的面試官。
木崎早苗（配音員：小日向美和；李明幸）
太空飛行員。初登場時38歲，作為六太等人的選拔考試面試官。森嶋茂雄喝個大醉時說是她的隱藏影迷，但她看著森嶋茂雄覺得他活像個「大叔」。

#### NASA太空飛行員
陶德·伯德（Todd Byrd）
太空飛行員。在2015年實行外太空作業時不慎發生窒息的太空事故而死亡，動畫裡提到太空事故時有登場但名字尚未提及。
布萊恩·傑伊（Brian Jay，配音員：大塚明夫、少年時期：長田美雪；吳文民、少年時期：馮嘉德；招世亮、少年時期：雷碧娜）
太空飛行員。1969年7月21日出生，並於2023年11月12日在結束月面的任務返回地球時，遭受降落傘打不開的事故而逝世，享年54歲。他與同乘的麥可·艾洛夫（愛爾洛夫）、塔克·拉貝爾（洛維爾）一起因為墜落事故而死亡。他是最初推薦日本人日日人成為登陸月球人員的人。在他死後，他成為很多太空飛行員的候補生還有志願者們所尊敬的人物。在月球的氧氣生成裝置被使用了他的名字。根據溝口的描述，他還有個女兒。
愛迪·傑伊（Eddie Jay，配音員：有本欽隆、少年時期：小日向美和；曹冀魯、少年時期：李明幸；李錦綸、少年時期：袁淑珍）
太空飛行員。1967年出生，布萊恩·傑伊的哥哥。他是在ISS裡工作的優秀太空飛行員。他們兄弟倆抱持著要登陸月球的夢想，可是前太空飛行員室長無法理解他而沒讓他受月面的訓練。隨著2023年弟弟布萊恩因事故死亡他漸漸的放棄這個夢想。但是在2028年時他被指名為月面訓練的副人員，當訓練要開始時他卻有退休的打算。擅長拉小提琴，日前期待與現任的室長傑森·巴特勒一起彈奏鋼琴。
巴特勒室長指名他為CES-62副人員的船長。
傑森·巴特勒（Jason Butler，配音員：立木文彥；吳文民；張炳強）
NASA的太空飛行員，太空飛行員室長。他擁有在NASA的太空飛行員的分配決定權。但是，太空飛行員的配置決定，是經由經理（董事）華爾特那方反應強烈的企圖而行動，所以實際上他是無法獨自決定分配的義務。
在美國空軍軍官學校畢業後成為飛行員，在麻省理工學院取得博士資格後成為太空飛行員。他對傑伊兄弟有一種特別的想法在，很盼望哥哥愛迪能到月面去。他也有想把機會給予南波兄弟，此外還有高度障礙的動向。
文森·波爾德（Vincent Bold，配音員：津田健次郎；李世揚；潘文柏、少年時期：張方正→林筠翔）
NASA的太空飛行員。愛稱：文斯（Vince）。在2025年擔任太空飛行員候補人員（ASCAN）的訓練教官（Sponsor）。口頭禪是「人生苦短啊！（人生は短いんだ）」。從年幼時期就有和朋友約定希望能到月球去。
他有著非常急性子的個性，另外他也有找尋有效率的夥伴方面思考的胸襟。與皮可是從年幼時期起的好朋友。
賴瑞·拜森（Larry Bison，配音員：川原慶久；曹冀魯；陳廷軒）
NASA的太空飛行員。2025年太空飛行員候補人員的訓練教官。有著輕浮的特性，他和文森一樣還沒有去過月球。在原作裡他很有自信的對文斯說過他這輩子永遠不會戒煙的，在動畫裡抽煙的部分被改成喝橘子汁，也就被改變成不會戒掉喝橘子汁。
阿曼蒂·帕特爾（Amanti Patel，配音員：恆松步；李明幸；黃玉娟）
從印度選出的女性太空飛行員候補人員。擅長占卜，然而被她猜中的機率非常高。在訓練中，在規定6人一班時她被分配到與六太他們5位日本人同一班。
薩克·麥康奈爾（Zach McConnell，配音員：長毛象西尾；吳文民；蕭徽勇）
在NASA訓練的太空飛行員候補人員B班的其中一位人員。
傑克·強森（Jack Johnson，配音員：加藤清司；陳卓智）
在NASA訓練的太空飛行員候補人員B班的其中一位人員。
艾瑞克（Eric）
在NASA訓練的太空飛行員候補人員A班的助教，在五位技師中最年輕而且只有他擁有實體越野車和參加過返航競賽的經驗，所以他被A班的代表尚恩選去當助教。
班·哈特（Ben Hart，配音員：曹冀魯）
在NASA訓練的太空飛行員候補人員A班的其中一位人員。軍人出身，不畏懼文斯開車的速度，反而非常冷靜。
尚恩·馬高萬（Shane Magowan，配音員：長毛象西尾；吳文民；周良鴻）
在NASA訓練的太空飛行員候補人員A班的其中一位人員。軍人出身，不畏懼文斯開車的速度，反而非常享受。
麥克·戴維斯（Mike Davis，配音員：石狩勇氣；李世揚；麥皓豐）
太空飛行員。擔任六太訓練時E般的指導員。初登場時34歲。巨蟹座，但是他不喜歡螃蟹，卻喜歡日本的壽司。他有一個在學日本料理的妻子。
東尼·艾斯姆（Tony Aism，配音員：長毛象西尾）
太空飛行員。六太在擔任飛行員時的同學。
大衛·懷特（David White，配音員：志賀麻登佳）
太空飛行員。六太在擔任飛行員時的同學。
派屈克（Patrick）
太空飛行員。巴特勒室長提到的一位人選，不過他的專長不是操縱。
湯瑪斯（Thomas）
太空飛行員。對巴特勒室長提到的一位人選，是位老手，但被巴特勒室長評斷為自尊心太高了，會與安格斯發生衝突。
艾許利·李奧納德（Ashley Leonard）
太空飛行員。初登場時22歲，巴特勒室長桌上名單的人選之一。
艾爾默·賽門（Aylmer Simon）
太空飛行員。初登場時34歲，巴特勒室長桌上名單的人選之一。
卡莉·賽爾瑪（Carlie Thelma）
太空飛行員。初登場時31歲，巴特勒室長桌上名單的人選之一。
克萊爾·羅倫（Clair Laurent）
太空飛行員。初登場時33歲，巴特勒室長桌上名單的人選之一。
厄尼斯特·凱爾（Ernest Kyle）
太空飛行員。初登場時36歲，巴特勒室長桌上名單的人選之一。
艾倫弗里德（Ehrenfried）
太空飛行員。初登場時29歲，巴特勒室長桌上名單的人選之一。
馬爾康·艾爾金（Malcolm Elkin，配音員：永田昌康）
太空飛行員。日日人的同事，曾對日日人、羅利與奧莉薇亞三人在做什麼感到好奇，後從羅利口中得知他們在學日語，之後與同僚約瑟夫和某同僚討論關於和日日人學日語的事情。
約瑟夫·托倫斯（Joseph Torrence，配音員：石狩勇氣）
太空飛行員，與馬爾康還有某同僚在討論關於羅利與奧莉薇亞向日日人學日語的事情。
同僚太空飛行員（配音員：長毛象西尾）
與馬爾康還有約瑟夫在討論關於羅利與奧莉薇亞向日日人學日語的事情的太空飛行員。

#### 俄羅斯太空飛行員
奧雷格·普格契夫（Oleg Pugachov）
太空飛行員，來月面基地交接和佛萊迪他們進行人員交接。
賽格·雅德洛夫克（Sergey Yadrovker）
太空飛行員，來月面基地交接和佛萊迪他們進行人員交接，名字只在原作中被巴迪提及。
伊凡·托爾斯泰（Ivan Tolstoy，配音員：辻親八；：吳文民；葉振聲）
太空飛行員。他有在ISS上長期停留長達848天的紀錄保持者，因此他被稱呼為「俄羅斯的英雄」。日日人從月球回來後到俄羅斯養病期間受他照料，曾有好幾次把日日人招待到他家裡喝酒。
擅自為日日人取了日日契夫（Hibichev）這個稱呼，連帶的他家裡的人都這樣稱呼日日人了。他之後預定要在CES-73的月面基地計畫中擔任船長的任務。
亞森尼·巴拉諾夫斯基（Arseny Baranovsky）
太空飛行員。
米海爾·德米特里（Mikhail Dmitry）
太空飛行員。在CES-73的任務中擔任副手。
加札耶夫（Gazzaev，配音員：東和良）
太空飛行員。伊凡的上司。

#### 第21期
張泰西（Chang Tacy）
興趣是在自家表演電吉他時，不慎吉他帶斷了，讓吉他掉落在地上時造成腳部骨折，治療好必須要三個月的時間，這在其間無法參加訓練。從姓名來看是可能是首位已知的NASA的華裔太空飛行員。

#### 第22期怪獸們
南波日日人
紫三世（配音員：勝杏里；吳文民；關令翹）
太空飛行員。初登場時37歲，喜歡惡作劇還有熱鬧。在NASA的綽號是「忍者（ニンジャ）」。六太以「鰹魚（カツオ君）」（在心中想著）來稱呼他。有著莫西幹般特色的髮型。JAXA的太空飛行員選拔的最終審查是與吾妻、宮田淳一起擔任六太他們的面試官。喜歡發揮各式各樣的惡作劇，在月面基地也使用蜘蛛的玩具，來嚇唬其他的太空飛行員。2027年時他成為站在月面的第三位太空飛行員的日本人。
羅利·庫歐摩（Laurie Cuomo，配音員：坂卷亮祐；吳文民；梁偉德）
太空飛行員。2025年進行月面任務的時候的日日人的候補太空飛行員。他有穿著自己寫著日語的原創T恤的興趣，不過上面寫的真的意思其實他都搞錯了。他後來擔任去六太做訓練時的E班的指導員，後來又做為治療日日人的恐慌症的好幫手。
伊森（Ethan，配音員：德本英一郎；劉昭文）
被紫帶來的玩具蜘蛛嚇到的太空飛行員之一。
陶蒂（Totti，配音員：梶雅人；梁偉德）
被紫帶來的玩具蜘蛛嚇到的太空飛行員之一。
黑人太空飛行員（配音員：小日向美和；林元春）
告訴紫可以使用通訊室空位的女性太空飛行員。
喬治·洛夫（George Love，配音員：大羽武士；陳永信）
太空飛行員。指導六太與賢治的前輩。
安迪·泰勒（Andy Tylor，配音員：藤原貴弘；陳卓智）
太空飛行員。有著高大的身材和體格，自然會讓人感覺到壓迫感，因此第22期太空飛行員就因為他體格的謠言就被稱呼為怪獸。他與同期的日日人相比，他的發展並不順遂，做事情時總是會引來側目，不過，在2028年他被指名CES-62的副人員。
史夫·塔奇尤（Sv Takiyu）
太空飛行員。在星期日想要為自己家的屋頂裝上太空船的裝飾品時，結果從屋頂上摔下來閃到腰，要治好必須花上兩週的時間。

#### 第23期螞蟻們
南波六太
真壁賢治
伊東芹夏
新田零次
北村繪名
阿曼蒂·帕特爾

#### CES

##### CES-43
○正規（首要）人員
布萊恩·傑伊
塔克·拉貝爾【塔克·洛維爾】（Tack Label【Tack Lovell】，配音員：志賀麻登佳；曹冀魯；劉昭文）
故人。太空飛行員。貝蒂·瑞恩的丈夫，克里斯的父親。過去與貝蒂相戀，還能燒一手好菜，在有了克里斯就生活更加的幸福，但在2023年11月12日在結束月面的任務返回地球時，遭受降落傘打不開的事故而逝世。與貝蒂一樣在左手臂上有個星月亮穿心的紋身。
麥可·艾洛夫【麥可·愛爾洛夫】（Michael Aerof【Michael Eyarov】，配音員：烏丸祐一；葉振聲）
故人。太空飛行員。在2023年11月12日在結束月面的任務返回地球時，遭受降落傘打不開的事故而逝世，他死前很懊悔沒看到連續劇「最後的世界」第6集後的續集。
○副人員
南波日日人
布萊恩·傑伊的候補太空飛行員。他曾被拿到舊的說明書。

##### CES-51
○正規（首要）人員
南波日日人
佛萊迪·薩坦（Freddie Saturn，配音員：西凛太朗；吳文民；盧國權）
太空飛行員。臉上有長鬍子的男性。擔任CES-51任務的船長。他有個弟弟強尼，還有提姆與麥特兩個侄子。
巴迪·華特斯（Buddy Waters，配音員：東地宏樹；劉昭文）
太空飛行員。對自己的肌肉感到驕傲的黑人，不過在上太空的時候還是會感到頭暈想吐。在第53話一開始他的姓被寫成華特（Water）。
達米安·克威勒（Damien Kweller，配音員：土田大；曹冀魯；雷霆→葉振聲(第53集起)）
太空飛行員。家裡有妻子還有兒子艾倫。他在月面進行任務與日日人一起駕駛越野車在月面上行走時，不慎遭遇事故跌到坑洞裡，使他無法動彈。
卡蓮·瓊斯（Karen Jones，配音員：小日向美和；朱妙蘭）
太空飛行員。女醫生，對待受傷病患的感覺被佛萊迪評斷像虐待狂。
琳達·克里夫（Linda Cliff，配音員：行成兔亞；林芷筠）
太空飛行員。金髮的女性，家裡還有著會擔心她的父母。
○副人員
羅利·庫歐摩
南波日日人的候補太空飛行員。

##### CES-52
○正規（首要）人員
亞伯拉罕·馬格努斯（Abraham Magnus）
太空飛行員。名字出現在六太走過NASA的任務海報牆上。
海因里希·傑洛姆（Heinrich Jerome）
太空飛行員。名字出現在六太走過NASA的任務海報牆上。
詹姆斯·史波克（James Spock）
太空飛行員。名字出現在六太走過NASA的任務海報牆上。
威廉·史密斯（William Smith）
太空飛行員。名字出現在六太走過NASA的任務海報牆上。
西奧多爾·威爾遜（Theodore Wilson）
太空飛行員。名字出現在六太走過NASA的任務海報牆上。

##### CES-62
○正規（首要）人員
安格斯·洛伊德（Angus Lloyd，配音員：慎瀨悟）
太空飛行員。擔任CES-62任務的船長。他曾被巴特勒室長說不能與自尊心高的湯瑪斯在一起合作，不然會發生衝突。
文森·波爾德
賴瑞·拜森
塔拉（Tara）
巴特勒室長提到的女性太空飛行員，做起事來不輸給男性。
○副人員
南波六太
愛迪·傑伊
安迪·泰勒
貝蒂·瑞恩（Betty Rain，配音員：杉本優；錢欣郁；鄭麗麗）
女性太空飛行員。她是執行CES-43任務的塔克·拉貝爾（洛維爾）的妻子，但在塔克逝世後使她成為了寡婦。在2028年時得知她正是抱起一個8歲男孩的單親媽媽。有著強韌的體格，不輸給男人的個性，在她左手臂上有個星月亮穿心的紋身。在2028年她被指名CES-62的副人員。※貝蒂在工作時應該是使用她娘家的姓，戶籍上可能已經冠夫姓成為貝蒂·拉貝爾【洛維爾】（Betty Label【Lovell】）了。
卡洛·葛雷柯（Carlo Greco，配音員：新垣樽助；李世揚；關令翹）
太空飛行員。有著男模特兒級別的外貌與氣質，不過也十分自戀，是個言行舉止異常做作的人。宣稱自己有著演員、作家、醫生等多采多姿的資歷，因過於讓人摸不清底細且浮誇的個性讓其他人都想閃避他。1990年出生。在2028年他被指名CES-62的副人員。義大利出身。原出生名為魯奇安諾·葛雷柯（Luciano Greco）之後被父親改為魯奇安諾·高蒂（Luciano Gotti），因為他受不了身為黑手黨成員的父親李貝里歐其充滿暴力的日子，所以就單獨搬到美國定居，並改用現在稱呼的「卡洛·葛雷柯」的名字來取得美國國籍。
當他從義大利回到美國NASA後，他就把自己目前使用的名字「卡洛·葛雷柯」的中加上代表父親的本名李奧（Leo），還有自己的本名魯奇安諾（Luciano）的首字母縮寫「L」放在名牌上，以作紀念。
菲利浦·路易斯（Philippe Lewis，配音員：楠大典；吳文民；巫哲棋）
太空飛行員。有著黝黑皮膚的男子，其父親是牙買加人，母親是美國人的混血兒，在阿根廷出生，生長於阿根廷和巴西。有拉丁文的造詣，但因為做事都太誇張，因此讓其他人都想閃避他。
他是個喜歡雷鬼樂的忠實樂迷。在2028年他被指名CES-62的副人員。口頭禪是「Yah-man（ヤァマン）」。

##### CES-66
南波六太
愛迪·傑伊
安迪·泰勒
貝蒂·瑞恩
卡洛·葛雷柯
菲利浦·路易斯
○副人員
摩許·貝爾默（Mosh Belmer）
卡洛·葛雷柯的候補太空飛行員。由於卡洛長期下落不明(實為返回故鄉)被選為替補，總是面無表情且性格一板一眼，私下意外地有迷信的一面。在正式公布任務前夕，因為向侄子示範側身飛踢導致手臂骨折，不得不將名額還給了歸來的卡洛。之後成為小丑們的管制官。

### JAXA相關（太空飛行員除外）
茄子田茂男（配音員：青山穰；李世揚；葉振聲）
JAXA理事長。有著飄飄然的個性。其原型是向井萬起男。姓氏的由來是JAXA前身之一的NASDA。
星加正（配音員：流山兒祥；曹冀魯；朱子聰、真人電影版：堤真一）
JAXA職員。年輕時有很茂密的頭髮而被稱呼為「JAXA的獅子」。南波兄弟在年幼的時候很頻繁的來拜訪JAXA，因此那時候就認識他們兩了，後來他在背後支援著六太和日日人。年幼時期的南波兄弟被他稱呼六太為「毛頭（モジャ君）」，而日日人為「尖頭（ツン君）」。
鶴見（配音員：伊藤榮次；曹冀魯；蕭徽勇、真人電影版：吹越滿）
JAXA職員。因為有著搶眼的光頭，因此同事給他的綽號是光頭見，漫畫和動畫裡名字皆不詳，不過真人電影裡給他鶴見徹太郎的名字。
二村（配音員：中西敏治）
JAXA職員。他和星加一樣很贊成六太能夠成為太空飛行員，也在暗中幫助六太。
田沼（配音員：塾一久）
JAXA職員，如果要選澤木和六太兩位其中一位的話，他會毫不猶豫的刷掉六太，他會這麼做的原因，因為他調查過六太曾經對上司施以暴力。
惠美（配音員：長田美雪）
六太和日日人小時候在JAXA負責為他們解說的導覽員，當時還是個新人，所以說話有點緊張。
小町美智子（配音員：綾戶智惠；李明幸；許盈）
在JAXA六太他們身邊照顧他們的經理。被稱為是「JAXA的媽媽」。其原型是來自於爵士歌手綾戶智惠，在此片中由綾戶本人親自配音演出。她與在NASA的珍妮佛是好朋友且關係良好。
原田俊彥（配音員：布施川一寬；潘文柏）
JAXA職員。總是在幫忙星加做事。
羽賀翔子
JAXA職員。現在是伊東芹夏的助理。

### NASA相關（太空飛行員除外）
珍妮佛（Jennifer，配音員：橘U子；馮嘉德；雷碧娜）
NASA的職員，喜歡講話，是個體格良好的黑人女性。在故事中擔任導覽員的職務。某次她的演講時間被一位留著莫西幹頭的少年（提姆·薩坦）給搶了，她也不知道他的來歷，並在他不懂時找到機會時她就告訴他，回家查維基百科吧！
另外她在擔任演說時，很介意小朋友們叫她「大嬸婆（おばちゃん）」，而是希望他們叫她「老師」。
丹尼爾·楊（Deneil Young，配音員：石田太郎；曹冀魯；林保全、真人電影版：巴茲·奧爾德林）
NASA職員，ASCAN的飛行教官。1958年11月1日出生。外表看似是位慈祥又開朗的老爺爺，其實是個很喜歡刺激快感讓人畏懼的人，他同時也是昔日指導日日人如何駕駛噴射機的人物。他是NASA的飛行教官，不過卻是所有教官中被分派最低等地職務，關於噴射機的駕駛，他都會採用筆試試驗最低分的太空飛行員候補人員，當時的日日人也是成績最差的一位。
很喜歡吃熱狗和圓滾滾的身材是遺傳至他的爸爸和爺爺，喜歡在屋頂上架吊床休息。平常以輪椅代步，其原因是因為他的爸爸和爺爺最後都無法走路，所以希望自己在不能走之前習慣它。
他把初次見面的六太稱呼為「亞歷山大」和「尼可拉斯」，這兩個名字是來自於他的一位朋友。在訓練前他會先祭拜他所培訓時因事故而死的飛行員。
克勞德（Claude，配音員：東和良）
NASA職員，在日日人和達米安發生意外時在NASA總部坐鎮並總指揮的人，他也是拒絕JAXA提議日日人可能會在的位置的人物，雖然如此他還是有接受吾妻的提議讓在月球上的布萊恩氧氣生成裝置到JAXA所預知日日人可能所在的地點。
尼克（Nick）
NASA職員，是布萊恩提到的一位對模組固定實驗方面很有天分的人員，他被布萊恩推薦在下次地質調查任務的探鑽作業上好好發揮。
皮可·諾頓（Pico Norton，配音員：大塚芳忠、少年時期：鈴木貴征；曹冀魯；張錦江、少年時期：麥皓豐）
丹佛公司的技術人員。對於什麼事情都默不關心，實際上是個優秀的技師。家族成員有妻子和兩個兒子。他與太空飛行員的文斯是青梅竹馬也是好朋友。在少年時期很憧憬布萊恩·傑伊，在那之後夢想成為一位技師並參與太空探索，還有自己設計的船與文斯的約定。
在2023年的布萊恩·傑伊因事故而死亡所搭載的CES-43的返航艇，原本他被預定他擔任降落傘開發與製造的副計畫的綜合負責人，但後來價格的差異只好採用其他公司製造的，因此造成布萊恩·傑伊他們因此而死，他對這件事情感到很愧疚。
在候補人員訓練目錄的罐頭衛星大會被選為六太他們班的助教技師，最初他什麼也不做，在後來六太發現他有技師的魂魄，對他的評價才有改觀。
丹佛公司職員（Denver Company Official，配音員：加藤清司；陳曙光）
與皮可一起在丹佛公司工作的同事，告訴六太和賢治他們皮可變頹廢的總總。
華爾特·蓋茲（Walter Gates，配音員：上別府仁資；吳文民；張炳強→朱子聰）
NASA的經理。2023年時因為降落傘未打開而讓太空飛行員死亡的事件，作為前任的經理查爾斯·坦迪引咎辭職，他是好不容易才爬到今天這個地位。以非常安全為導向。
當皮可當時測試的降落傘出問題的時候，他不理會皮可的解釋而另請新航空公司（New Air Company）負責製作降落傘，是因為那公司聲稱能製作便宜又穩當的降落傘，讓他無可挑剔。
查爾斯·坦迪（Charles Tandy）
NASA過去的經理，當時是華爾特·蓋茲的上司，2023年因為降落傘未打開而讓太空飛行員死亡的事件，讓他因為此事而引咎辭職。
賽門（Simon，配音員：志賀麻登佳；盧國權）
NASA職員，管理太空飛行員醫療方面的醫官，在日日人、達米安和琳達他們返回地球時，由他與奧莉薇亞負責照顧日日人他們身體方面。
奧莉薇亞（Olivia，配音員：長田美雪；黃瑩瑩）
NASA職員，管理太空飛行員醫療方面的醫官，在日日人、達米安和琳達他們返回地球時，由她與賽門負責照顧日日人他們身體方面。後來她和羅利一起幫助日日人進行治療恐慌症的秘密任務。另外她被羅利對馬爾康說出她其實是個「超級日本迷（超日本ファン）」，不過她本人並沒有承認這件事。
亞歷山大·尼可拉斯·菲利波斯·梅迪納卡洛斯（Alexander Nicolas Philippos Medinacalos，配音員：德本英一郎；朱子聰→陳廷軒）
是指導賢治、芹夏、阿曼蒂等五位的飛行教官。他有著毛茸茸的頭，外表與風貌（丹尼爾最初與六太見面時，把六太誤認為他「亞歷山大」）和六太十分相似。是個非常自傲，而名字又長的離譜的人，但最後六太覺得名字實在太長了，所以決定簡稱他為亞歷克斯（Alex）。
丹尼爾把初次見到的六太感覺好像見到他一樣，並用過他的兩個名字來稱呼六太。
約翰（John，配音員：大羽武士；陳卓智）
NASA職員，為六太等人在游泳池中做無重力訓練。
彼得（Peter，配音員：後藤哲夫；陳永信）
六太在NASA工作時製作越野車的技師，他是駕駛方面的專家，在蜘蛛車、月面越野車的方面發展。
哈洛德（Harold，配音員：小柳良寬；劉昭文）
六太在NASA工作時製作越野車的技師，他主攻的是椅子方面，從獵戶座開始的椅子都是他親手設計的，而他的父親也是椅子方面的專家。
丹（Dan，配音員：宮本崇宏；黃啟昌）
六太在NASA工作時製作越野車的技師，他除了設計無人偵察機吉布森外，還參與了布萊恩的設計。
溫斯頓（Winston，配音員：志賀麻登佳；馮志輝）
六太在NASA工作時製作越野車的技師，目前他擅長哪方面都還未知。
羅納德·庫珀（Ronald Cooper，配音員：川島得愛；麥皓豐）
與巴特勒室長在30年前一起成為太空飛行員的夥伴，但在一次駕駛飛機的意外事件，讓他患了恐懼症，之後情況越來越嚴重，導致最後放棄他成為六年太空飛行員的資格，離開了NASA。
丹·瓊森（Dan Jonson）
原作中出現在巴特勒室長電子郵件上的其中一位，但動畫中他的電子郵件上並未出現。
艾瑞克（Eric）
原作中出現在巴特勒室長電子郵件上的其中一位，但動畫中他的電子郵件上並未出現。
安德魯·哥梅茲（Andrew Gomez）
原作中出現在巴特勒室長電子郵件上的其中一位，但動畫中他的電子郵件上並未出現。
米凱爾·約翰（Mikel John）
原作中出現在巴特勒室長郵件上的其中一位，但動畫中他的電子郵件上並未出現。
喬治·麥奎爾（George McGuire，配音員：世古陽丸；陳廷軒）
CES-62副人員的訓練教官，戴著太陽眼鏡和牛仔帽。是個地質學家，他在製作月球的月塵的專門3D印表機的零件製造的月塵的可用性並受到來自六太電話質問。
塔利（Tully，配音員：山端零；鄧志堅）
前往月球人員操縱甲蟲的指導。自己進行時非常順利。
道森（Dawson）
NASA職員，和蓋茲一同去拜訪亞伯特議員。
亞伯特議員（Representative Dawson）
蓋茲與道森一同拜見的議員。
派屈克（Patrick）
原NASA職員，他過去因為企劃案作不出來而半途逃走不知去向了，因為這樣而造成帕克為了負起責任而辭職的原因。
歐文·帕克（Owen Parker）
NASA的飛行員和職員聚集的酒吧「輸出酒館（Output Tavern）」的現任店主。他是比蓋茲大一年的原NASA職員前輩。他因為某件事情為了負起責任而向NASA辭職。所在的前店鋪被燒毀後，他再次重建新店面，並成為酒吧的老闆。
比爾·哈加德（Bill Haggard）
愛迪的舊識，在愛迪進行發射升空的飛行指揮官。
大衛·哈林（David Harlin）
幫助菲利浦·路易斯發射前飛行訓練的飛行員。
傑夫·波克（Jeff Pock）
幫助安迪·泰勒發射前飛行訓練的飛行員。
湯瑪斯·海斯（Thomas Hays）
幫助卡洛·葛雷柯發射前飛行訓練的飛行員。
西德瑞克（Cedric）
愛迪的舊識，幫助愛迪秘密做一件事情，以前布萊恩還在世時野秘密的幫助過。

#### NEEMO（NASA極限環境任務運用）訓練
漢米爾頓（Hamilton，配音員：川原慶久；陳廷軒）
指導六太與賢治在NEEMO的水瓶座II的潛水技師，手臂上的傷痕是被海底的魚咬的，另外喜歡看海龜。
吉姆（Jim，配音員：志賀麻登佳；周倚天）
指示進行NEEMO的三個小隊進行當天任務的人員。
戴蒙·柯伯爾（Damon Cobol，配音員：藤原貴弘）
「螞蟻」裡第二小隊的管理人，在他觀察六太與賢治在短時間內做出的月面基地的點子時，他更驚訝的發現六太的思考模式「都像活在月球」一樣。

#### ISS（國際太空站）
羅賓·布朗（Robin Brown）
ISS的指揮官。評論芹夏與繪名做事非常的出色。
道格·懷特（Doug Whyte）
ISS的副指揮官。評論芹夏與繪名是認真又可愛的姊妹花。
戴維（Dave）
ISS裡指揮羅賓操作的人。

### 月面天文望遠鏡計畫
金子·莎朗（Kaneko Sharon，配音員：池田昌子；馮嘉德；袁淑珍）
天文觀測站的女性職員。丈夫是著名的天文學家，她自己也是出版著作的天文學家。在從事宇宙相關者之間是個家喻戶曉的人物。南波兄弟在年幼開始就和她在觀測站有所往來。她教導他們宇宙和音樂相關的知識，此外還有教他們英語，對他們日後成為太空飛行員有著很大的影響。南波兄弟稱她為「莎朗阿姨（シャロンおばちゃん）」。但是，之後芹夏診斷出她患有ALS。起先，她在自己的家中做療養，但是後來被送進醫院治療。
金子進一（配音員：竹本和正；曹冀魯；招世亮）
莎朗的丈夫，和莎朗結婚4年後就因病過世，兩個人之間沒有孩子。
田村（配音員：林摩理子；謝潔貞）
天文觀測站的女性職員，在莎朗身邊照顧她的人。
凱莉（Kelly，配音員：瀨田弘美；蔡惠萍）
與莎朗同住在日本的妹妹，是個美女博士。她在得知她姊姊莎朗得了ALS病症後就與田村一起照顧莎朗的生活起居。
莎朗的助手（Sharon's Assistant，配音員：永田昌康；李錦綸）
與莎朗一起同行的其中一位助手，他在看展覽時和莎朗要求去看IMAX劇場。
丹尼爾·莫里遜（Daniel Morrison，配音員：魚建；林保全）
在天文觀測的世界裡最著名的博士。支持莎朗博士的月面天文望遠鏡計畫。
李奧納多（Leonardo，配音員：三浦博和；張錦江）
與莫里遜博士一起同行的助手，在博士與莎朗交談時很容易插嘴多事，時常被莫里遜博士要求閉嘴。
五月蠅靜
JAXA的宇宙紅外線望遠鏡「SPICA」的計畫經理。與莎朗博士和莫里遜博士一起製作「月面莎朗天文台」的建設手冊。討厭以外觀評斷人，總是穿著緊身衣的天文學者。

### 日本ALS協會
宍戶麗美
日本ALS協會裡照顧得了ALS患者的看護，因為工作的習慣，常會把「莎朗女士（シャロンさん）」說成「莎女士（シャーさん）」，小空的姊姊。
宍戶空
日本ALS協會裡照顧得了ALS患者的看護，把「莎朗女士」說成「莎女士」的來源就是她起的，麗美的妹妹。
幸田
日本ALS協會裡得了ALS的女性患者。
田井
日本ALS協會裡得了ALS的男性患者。

### 奇蹟汽車開發公司
間寺（配音員：增山浩一；林保全、真人電影版：西村雅彥）
六太在奇蹟汽車開發公司的上司，因為他說了六太的弟弟日日人的壞話，讓六太非常氣憤的用頭錘修理他，因為這個緣故把六太開除掉。此外他還從中作梗要封殺六太要去應徵的所有同業公司，並試圖干擾六太前去應考太空飛行員的面試官。姓氏的原型是來自被席丹頭錘的國際米蘭足球俱樂部的馬可·馬特拉齊。
在六太當上太空飛行員後，他對六太的態度就一百八十度大轉變，並透漏說他的女兒是新田零次迷。
中川（配音員：柳澤健次；林筠翔）
六太在奇蹟汽車開發公司沒戴眼鏡的後輩，六太還在公司時還有被開除後都有和六太接觸的其中一人，他為了六太提出的飛車擋風玻璃企劃還和糸井一起到NASA解釋給巴特勒室長等人。
糸井（配音員：烏丸祐一；黃積權）
六太在奇蹟汽車開發公司戴眼鏡的後輩，六太還在公司時還有被開除後都有和六太接觸的其中一人，他為了六太提出的飛車擋風玻璃企劃還和中川一起到NASA解釋給巴特勒室長等人。

### 重力彈弓效應公司
笑川堅太郎
重力彈弓效應與母公司（股份）BYP代表董事。初登場時43歲，協助日本民間有人火箭為目標的企業‧個人探索途中，另外他還採用JAXA太空飛行員選拔試驗落選的福田，並讓他享有部長的待遇。
門村忍
同「FUJI」計畫小組部長。初登場時51歲，他自己有很強烈固執的一面。被稱為「忍大哥（忍さん）」。
來棲質文
同·緊急逃脫系統開發部部長。稱呼比自己小的笑川為「笑老弟（笑（えみ）君）」。
福田直人
#其他2025年太空飛行員選拔考試應試者
海人（配音員：慎瀨悟；林筠翔）
日本民間企業「重力彈弓效應隊（Team Swing-by）」的一位成員，每位成員都穿著海人的T恤，也被暱稱為「海人隊（海人チーム）」，他們在這次罐頭衛星越野車大賽中獲得第一名。他和其他成員都是六太他們這些太空飛行員的支持者，他們的部長上司正是福田直人，是福田要求他們來參加這次比賽的。

### COMMNAUTS（商業太空飛行員，COMMercial AstroNAUTS）
約翰·亞契爾（John Archer）
住在日本的原NASA太空飛行員。有搭乘過ISS的經驗。會說出「糟糕了（ヤヴァイ）」等話。
菅原五郎
ISS「希望」模組的電力項目相關的技師。
對馬新
大學的航空宇宙工程副教授。選考委員說他是「美男（イケメン）」。
五十嵐壽
航空器機械師。對事情總是積極的思考「自己說不定是很優秀」的人。
羅伯特・華格納（Robert Wagner）
體能訓練時被叫到名字的人。
古谷靖
#其他2025年太空飛行員選拔考試應試者
馬場奈奈美
馬場廣人教授的女兒，身高和阿靖一樣為156cm的女性。綽號為「香蕉美眉（バナナちゃん）」。關西人。小學的畢業感言上寫著將來的夢想是當太空飛行員。會改變而開發太空衣的低尺寸設計可能是由於女兒的志願。

### 製藥公司相關
大澤厚
大澤製藥公司的員工，芹夏讀醫學的學長。
黑川
池內製藥的員工，推廣希望芹夏能在宇宙中研究他們的東西，但是被芹夏拒絕了，後來為了報復她的拒絕，在芹夏在ISS上研究的同時，發佈她收回扣的消息。

### 太空飛行員的親屬
伊東凜平（配音員：高階俊嗣；曹冀魯；雷霆）
芹夏的父親，是個醫生，在芹夏14歲時得了不治之症ALS而過世。在芹夏小時候曾貼在JAXA展示的太空衣的展示櫃前想像自己成為太空飛行員的舉動。
伊東町子（配音員：宮本茉奈；馮嘉德；沈小蘭）
芹夏的母親，是個家庭主婦。
爺爺（配音員：尾花莞爾；吳文民；陳曙光）
芹夏在神戶的祖父。
奶奶（配音員：大澤洋子；李明幸；林丹鳳）
芹夏在神戶的祖母。
真壁由紀（配音員：川瀨晶子；李明幸；林元春）
賢治的妻子。大學時與賢治認識而結婚，舊姓：「新井」，現在是個稱值的家庭主婦。
真壁風佳（配音員：澤城美雪；馮嘉德；何寶珊）
賢治和由紀的長女。初登場時為2歲，由於還在牙牙學語，有時候說出來的話有時很難讓周圍的人猜出其意思，但後來她長大了，也升格成為小安的姊姊。
真壁安
賢治和由紀的次女。風佳的妹妹，於2028年出生，名字是風佳以她看的一本叫「小餡衣與我（あんころちゃんとわたし）」的繪本上得到的靈感而取的。在日語發音裡「餡」和「安」的發音都是「あん」。另外剛好賢治要前去的小行星「14225AN41」裡正好有個「AN」，並加深了把她命名為「安」的決定。
福田的妻子（配音員：仲村香；李明幸；陸惠玲）
福田直人的妻子，對於丈夫一直在說工作上的事情讓她早就已經失去耐心，因為他從來沒有實現給她們看過，而且在他打電話找她時，她告訴福田說涼子需要一個父親，在與福田通話完畢後她是否後來有改嫁給影山就不知道了。
福田涼子（配音員：森史繪；馮嘉德）
福田直人的女兒，福田在測驗時對賢治說她已經23歲了。在她小時候曾和福田做過約定，希望能等待福田做出乘人的火箭，可是後據她母親（他妻子）的說法，現在的她已經開始在叫影山「爸爸」了。
影山
福田或其妻子的朋友，現在已經被涼子稱呼為「爸爸」了。
手島勇吉（配音員：枝折努）
手島有利的父親，他曾經在年輕的時候參加過三次太空飛行員選拔考試，他本以為兒子有利能繼承他的腳步，但沒想到有利放棄了讓他很失望，另外在阿靖回憶時買的「太空飛行員傳說」就是他寫的。
克威勒夫人（Mrs. Kweller，配音員：長田美雪）
達米安的妻子，艾倫的母親。
艾倫·克威勒（Alan Kweller，配音員：行成兔亞）
達米安的兒子，非常喜歡被達米安帶到家裡的日日人，把日日人當成是他哥哥一樣親。
克里夫夫婦（Mr. and Mrs. Cliff）
琳達的父母，琳達在和他們道別時，父親囑咐要她小心，在原作裡母親尚未登場。
華特斯夫人（Mrs. Waters）
巴迪的妻子。
巴迪的兒子（Buddy's Son）
名字不詳，不過卻很期待父親巴迪帶月岩回來。
強尼·薩坦（Johnny Saturn，配音員：伊藤榮次；吳文民）
佛萊迪的弟弟，富有纖細感情的個性，對於哥哥要到月球去之前他拍攝的照片變得模糊而顯得非常緊張。
提姆·薩坦（Tim Saturn，配音員：行成兔亞）
強尼的長男，佛萊迪的侄子，留著莫西幹的髮型。在珍妮佛講解火箭火星一號的時候，回答了她的問題，只是他追問珍妮佛為何沒有二、三、四號時，被珍妮佛勸說回家查維基百科吧！他因而感到一臉錯愕。
麥特·薩坦（Matt Saturn，配音員：小日向美和）
強尼的次男，佛萊迪的侄子。由於講話時老是講粗話，時常被提姆糾正。
吾妻香代子（配音員：小日向美和；林芷筠）
吾妻瀧生的妻子，知道六太在美國發生的「滅火器男事件」。她在吾妻和兒子玩球時，私底下告訴了六太吾妻以前努力爭取來的過往，還有吾妻很不擅長的事情。
吾妻悌次郎（配音員：長田美雪；謝潔貞）
瀧生與香代子的長子，初次見到六太的時候想找他玩棒球，可是六太卻選了足球，最後他還是沒和六太玩起來，反而之後是和爸爸一起玩接球遊戲。
北村父（配音員：町田政則；曹冀魯；葉振聲）
北村五兄弟的父親。由於繪名把下面四個頑皮的弟弟妹妹們照顧的很好，被他說就算繪名再照顧四個太空飛行員也不成問題。
北村母（配音員：小日向美和；錢欣郁；陸惠玲）
北村五兄弟的母親，因為多虧有繪名小時候幫忙，讓她這做母親照顧這群頑皮的小鬼也輕鬆不少。
北村直樹（配音員：大羽武士；吳文民；梁偉德）
繪名的大弟，小時候被繪名照顧，但被大助說總是彎腰駝背的。他的名字開頭的發音「な」是接在大姊名字「繪名」的後面。
北村菊雄（配音員：川原慶久；李世揚）
繪名的二弟，小時候被繪名照顧，但被直樹說太混還有頭髮太長，要他剪掉。他的名字開頭的發音「キ」是接在大哥名字「直樹」的後面。
北村大助（配音員：布施川一寬；吳文民；張裕東）
繪名的三弟，小時候被繪名照顧，但被菊雄說是最沒用並像個風太郎（無業遊民）似的。他的名字開頭的發音「オ」是接在二哥名字「菊雄」的後面。
北村惠（配音員：岡本奈美）
繪名的小妹，登場時已經19歲了，由於是當最小的孩子的宿命。她的名字開頭的發音「ケ」是接在三哥名字「大助」的後面。由於她長相和名字都很中性化，因此被別人嘲笑她不男不女，讓她非常困擾。另外她做的漢堡被繪名說可以拿去賣錢了。
新田母（配音員：新田綾香；錢欣郁；沈小蘭）
零次與和也的母親，她想盡辦法讓久許未過問的兩兄弟能夠和好。
新田和也（配音員：德本英一郎、少年時期：恆松步；吳文民、少年時期：馮嘉德；關令翹、少年時期：黃麗芳）
比零次小5歲的弟弟，因為受到某刺激讓他整天待在家裡，他已經有2年的時間兄弟倆間沒有交談，不過後來因為某事情讓他走出了陰影。
波爾德先生（Mr. Bold，配音員：志賀麻登佳；潘文柏）
文斯的父親，也是安東尼的爺爺。只在文斯年少時期的回憶中出現，他說他過去在文斯這樣的年紀曾經聽說班上的某個同學想當美國總統，結果被恥笑，後來就沒有下文了，因此他期望文斯以此為鑑當個波特希爾的礦工技師，要文斯他們別再做那種不切實際的火箭夢，目前是否還活著就不知道了。
波爾德夫人（Mrs. Bold）
文斯的母親，也是安東尼的奶奶。只在文斯年少時期的回憶中出現，目前是否還活著就不知道了。
貝琳達·波爾德（Belinda Bold）
文斯的妻子。常常對來訪的六太說了很多關於文斯的事情。
安東尼·波爾德（Anthony Bold）
文斯的兒子。樣子長得與文斯小時候一模一樣，讓初次見到的六太誤以為他也是文斯，他的個性和他爸爸一個樣。
諾頓先生（Mr. Norton）
皮可的父親，因為皮可沒有在當時的星期四去參加就職說明會，而跑去看ISS，結果被他揍了。
奧莉嘉·托爾斯泰婭（Origa Tolstaya，配音員：伊瀨茉莉也；凌晞）
俄羅斯的芭蕾舞者。她是伊凡與艾蜜莉亞的女兒，同時她也是日日人的支持者。初次見到日日人時態度有些冷漠，但後來慢慢的喜歡上日日人，也時常與日日人約會，後來當日日人要離開俄羅斯時感到很不捨，不過很期待日日人再次來到俄羅斯來找她，並努力成為一流的芭蕾舞者。※按照俄羅斯人的三姓名原則，奧莉嘉應該還有個伊凡諾芙娜（Ivanovna）的中間名。
艾蜜莉亞·托爾斯泰婭（Emilia Tolstaya，配音員：增岡裕子；蔡惠萍）
伊凡的妻子，奧莉嘉的母親，從奧莉嘉小的時候就在教導她如何跳芭蕾舞。
伊凡諾維奇·托爾斯泰（Ivanovich Tolstoy，配音員：鄧港文）
奧莉嘉的哥哥，名字不詳，他是伊凡與艾蜜莉亞的兒子。根據伊凡的說法，他目前不在家，所以房間就給伊凡首次帶到家裡的日日人使用。他首次出現在奧莉嘉的成長紀錄Vol.2裡，當時他在照顧跳芭蕾舞讓腳受傷的奧莉嘉，陪她做芭蕾舞以外的事情。※這裡的「伊凡諾維奇」是依照俄羅斯人名字中間繼承父名原則確定的，至於他的本名目前尚未知道。
米海爾·托爾斯泰（Mikhail Tolstoy，配音員：蕭徽勇）
伊凡的弟弟。奧莉嘉的叔叔，他也有在奧莉嘉的成長紀錄裡與奧莉嘉的哥哥一起看伊凡在ISS裡的舞蹈行動。
克里斯·拉貝爾【洛維爾】（Chris Label【Lovell】，配音員：長崎瞳）
CES-43的返航艇獵戶座的降落傘未打開而死亡的太空飛行員塔克·拉貝爾（洛維爾）與女性太空飛行員貝蒂·瑞恩之間所生的孩子。在2028年時已經8歲了。在6歲的生日前的希望生日禮物是地球儀，在那之後，他希望聖誕禮物是月球縮小尺寸的模型。
湯米·傑伊（Tommy Jay，配音員：布施川一寬、少年時期：長崎瞳；李世揚、少年時期：馮嘉德；林筠翔、少年時期：鄭麗麗）
愛迪·傑伊的兒子，年幼時受到叔叔布萊恩的薰陶，長大之後變成一位死亡金屬音樂的信徒。
愛迪·傑伊夫人（Mrs. Eddie Jay，配音員：宮澤清子；馮嘉德；雷碧娜）
愛迪·傑伊的妻子，湯米的母親，是一個稱職的家庭主婦。
艾美·傑伊（Amy Jay）
布萊恩·傑伊的女兒。
瑪麗安·傑伊（Marian Jay）
布萊恩·傑伊的妻子，艾美的母親。
戴瓦（Deva）
阿曼蒂與某個飛行員的兒子。名字是來自阿曼蒂國家印度教的神明「提婆」。
李貝里歐·高蒂（Liberio Gotti）
魯奇安諾（卡洛）的父親，義大利黑手黨成員，實際上是個臥底警察。本名是李奧·葛雷柯（Leo Greco），過去是DIA黑手黨搜查本部的警。當卡洛成為太空飛行員的某天收到消息回到義大利看他的時候，他已經罹患重病並住院插管治療，但最後他在手下山德羅的看守下過世。
克里斯坦霍姆（Christenholm）
摩許與多米德雷的朋友。
多米德雷（Domidre）
摩許與克里斯坦霍姆的朋友。
茉莉（Jasmine）
克里斯坦霍姆的阿姨，是個占卜師。
山姆（Sam）
摩許的外甥，因為他的要求，害的他舅舅摩許受傷了。

### 芹夏回憶小學時的同學
緒田信子
芹夏小學三年級時的班上同學，其名字在教室後面的書法字體上公布。
木村吉晶
芹夏小學三年級時的班上同學，其名字在教室後面的書法字體上公布。
秋吉卓
芹夏小學三年級時的班上同學，其名字在教室後面的書法字體上公布。
真田雪
芹夏小學三年級時的班上同學，其名字在教室後面的書法字體上公布。
北條高雄
芹夏小學三年級時的班上同學，其名字在教室後面的書法字體上公布。
森孝則
芹夏小學三年級時的班上同學，其名字在教室後面的書法字體上公布。
沖本明弘
芹夏小學三年級時的班上同學，其名字在教室後面的書法字體上公布。
山田大地
芹夏小學三年級時的班上同學，其名字在教室後面的書法字體上公布。
根本住
芹夏小學三年級時的班上同學，其名字在教室後面的書法字體上公布。

### 溝口回憶高中時學力測驗的學生
肥後尚之
溝口回憶高中時學力測驗的學生，滿分700分他考了682分，卻輸了溝口16分，成為了第2名。
小林江里子
溝口回憶高中時學力測驗的學生，滿分700分她考了673分，卻輸了溝口25分，成為了第3名。
山方健士
溝口回憶高中時學力測驗的學生，滿分700分他考了670分，卻輸了溝口28分，成為了第4名。
乾曜介
溝口回憶高中時學力測驗的學生，滿分700分他考了665分，卻輸了溝口33分，成為了第5名。

### 其他
吉原（配音員：中西敏治）
第2話登場，六太在參加太空飛行員的考試以前，「吉原修理（シューリー吉原）」的社長。
正男
第2話登場，在廣告「砰咖哩（ボンカリー）」廣告裡的小男孩，在第52話於六太的回憶裡再次出現。
史密斯爺爺（Grandpa Smith，配音員：中村正；吳文民；張炳強）
第5話登場，住在日日人美國休士頓的家隔壁的老夫婦的丈夫，是個很親切的老爺爺。他對於六太驚人的記憶力感到很佩服，因此時常很喜歡在與認識的朋友賭注六太JAXA的選拔通知結果六太。在第12話六太回憶時，把他想成以爺爺菌的型態出現，在第24話自稱有四年經歷的「割草專家（芝刈リスト）」。
史密斯奶奶（Grandma Smith，配音員：田浦環；李明幸；黃玉娟）
第5話登場，住在日日人美國休士頓的家隔壁的老夫婦的妻子，是個很親切的老奶奶。
阿波（Apo，配音員：澤城美雪）
第5話登場（第1話一瞬間登場），日日人在美國養的狗，名字的由來是來自於阿波羅。在牠的左肩有一個心型記號，當六太被滅火器男困住時，就是牠挺身而出幫了六太，而讓六太榮登英雄的寶座。
電台DJ（配音員：大羽武士）
第7話聲音登場，本名不詳。他是六太在日日人家用早餐時從收音機裡收聽到的DJ，但每次他都是在廣播裡回復一位叫卡爾的小弟弟的問題，不過他的回覆從來都沒有一個標準的答案。
卡爾（Carl）
第7話提名登場，初登場時6歲，六太在日日人美國的家用早餐時聽到電台DJ提到的一位來自洛杉磯的小弟弟對他提出的問題並解答。
滅火器男（Fire Extinguisher Man）
第7話登場，在休士頓使用滅火器，來偷取金錢而遭到通緝的強盜。打算襲擊六太時先被阿波襲擊，驚慌中他頭部被撞到東西而倒下時他正好遭到被椅子絆倒的六太頭錘。
湯姆（Tom）
第10話提名登場，森嶋茂雄養的一條狗，其名字是取自於森嶋認為長的很像的湯姆·克魯斯。
鹽川主持人（配音員：森史繪）
第13話登場，她是個向來以辛辣批評聞名的主持人，她認為太空探索花了極驚人的經費，花的錢全都是老百姓的稅金，但是卻看不到乘載人的太空飛行的科學成果，因此她認為應該把錢留著來解決地球那麼多該等待解決的問題。由於她的這項言論，可會讓觀眾受到她的影響，而開始輕視太空探索的重要性，因此JAXA的人考慮過決定要對這位主持人提交抗議書，並以這作為太空飛行員選拔考試的課題，讓所有應試者思考寫出能讓她明白太空飛行員是做得究竟是什麼的文章。
馬場廣人（配音員：廣瀨正志；曹冀魯）
第21話登場（第20話聲音登場），阿靖認識的某位開發新式樣的太空裝備的教授，由於當年他某方面的自卑而放棄當太空飛行員的夢想，但在看到阿靖的來信這樣的支持他，就希望把成為太空飛行員的夢想託付給像阿靖這樣的人來達成他這未完成的夢想。
上田（配音員：志賀麻登佳；吳文民）
第21話登場，馬場教授的助手。在阿靖來的時候，他負責做了加了牛奶的可爾必思給教授和阿靖。
麥克（Mike）
第22話提名登場，珍妮佛提到她和之所以從事這個工作，是在她小孩子時期遇到了他，至於他是什麼樣的人就不清楚了。
拓（配音員：布施川一寬；李致林）
第22話登場，六太預見的一對情侶，他與女朋友一起來東京天空樹觀看地下的景觀，在他看時被他說「車子就像垃圾一樣呢！」，後來於六太想像在打工賣蛋糕時再次出現。
情侶女（Couple Woman，配音員：森綾香；林元春）
第22話登場，六太預見的一對情侶，她與男朋友阿拓一起來東京天空樹觀看地下的景觀，不過她驚訝到只會說「好高！好高！好高啊！」，後來於六太想像在打工賣蛋糕時再次出現。
交流活動的發問者（配音員：山縣宥和）
第31話登場，六太回憶他和日日人小時候聽的星出彰彥的視訊演說時登場戴眼鏡的小男孩，他詢問了星出先生如果在宇宙中生病時該怎麼辦呢！星出先生回答他說，他們那裡會準備各種藥品，還有接受急救訓練。
交流活動的發問者（配音員：根本祥槙）
第31話登場，六太回憶他和日日人小時候聽的星出彰彥的視訊演說時登場沒戴眼鏡的小男孩，他詢問了星出先在宇宙中有沒有傷心流淚過，而流出的眼淚會呈現何種樣子呢！星出先生回答他說，感動流淚的方面會比較多，如果真的感動流淚的話，因為在宇宙沒有重力，眼淚不會掉下來，而會貼在臉頰上。
永田班傑明（Nagata Benjamin，配音員：志賀麻登佳）
第32話登場，他是「6點整補充新聞（News6時でホイ）」的主持人。
轟炸機三浦（Bomber Miura）
第32話登場，他是永田班傑明介紹的前職業摔角選手，而他轉行開的燒肉店一開幕就大受歡迎，不過他只說了一句「很好吃喔！」。
穴倉
第34話提名登場，南波太太認識的公寓鄰居，住在204號房，那家子養了吉娃娃。
佐渡
第34話提名登場，南波太太認識的公寓鄰居，住在408號房，那家子養了柯基犬。
前田
第34話提名登場，南波太太認識的公寓鄰居，住在701號房，那家子養了未知品種的狗。
溝口的同學（配音員：福田友子）
第37話登場，她是溝口回憶高中時的出現的同學，姓名不詳。
面紙太郎隊的面紙（Tissue of Tissue Taro's，配音員：小山宙哉→渡邊步）
第45話登場，南波夫婦所收看的搞笑大獎比賽的搞笑藝人隊「面紙太郎」中的角色「面紙」，他和太郎一起獲得了冠軍。南波老爹在六太回家時學起他們搞笑動作「喵屁（ニャンボ）」給他看。此隊中的角色「面紙」是由本書作者「小山宙哉」配音演出，後來再次登場時是由此部動畫師「渡邊步」配音演出。
面紙太郎隊的太郎（Tarō of Tissue Taro's，配音員：慎瀨悟）
第45話登場，南波夫婦所收看的搞笑大獎比賽的搞笑藝人隊「面紙太郎」中的角色「太郎」，他和太郎一起獲得了冠軍。
瑞克·透納（Rick Turner，配音員：興津和幸；張裕東）
第58話登場，故人。是皮可與文斯少年時期的好朋友，本來他預定長大後要成為NASA的管制官，但後來出了車禍而死。因為他的死改變了文斯和皮可兩人原本只想在家鄉平淡過一生的原動力。1984年4月1日出生，2002年2月2日發生意外死亡，享年17歲。
透納先生（Mr. Turner）
第59話提名登場，據瑞克口中得知是他的爺爺，他在星期日下午載著瑞克出門買東西時，出了車禍，讓孫子瑞克因此而死，但至於他當時是生是死都還未知。
海人（配音員：尾崎裕）
第60話登場，在重力彈弓效應隊獲得第一名時，出現在最左邊歡呼的一位女性，她是原作裡沒有的角色，並以「雅虎拍賣得標者（Yahoo! Auctions Successful Bidder）」的身分在動畫裡友情客串海人隊員一角。
小戴森（Dyson Jr.，配音員：中西敏治；林國雄）
第60話登場，六太他們下榻飯店的一位打掃的員工，他帶六太到備用倉庫的位置去，也告訴六太在倉庫裡發現的東西。
布萊德隊（Team Brad）
第60話登場，他們是來自俄羅斯「烏拉爾工業大學（Ural State Technical University）」的團隊，在這次罐頭衛星越野車大賽中獲得第二名。
席諾拉·莫里遜（Sinora Morrison）
第63話照片登場，莫里遜博士的妻子，在2年前過世，只以照片方式登場，莫里遜博士把他自己發現的行星用她的名字命名為「席諾拉」。
櫻井
第68話提名登場，南波太太在遊行中看到認識的公寓鄰居，住在302號房，前陣子送給南波太太好吃的蕨餅。
倉持
第68話提名登場，南波太太在遊行中看到認識的家庭主婦，並約定下次找她去唱卡拉OK。
川上（配音員：長崎瞳）
第68話登場，上川中學的學生，科學研究社的社員。他很害羞的訪問歸國的日日人太空船裡面有著什麼樣的臭味，日日人回答他就像是是足球社的社團辦公室的味道。由於他學校的名字和他的姓剛好顛倒，以至於日日人一開始叫錯了他的名字。
小林（配音員：小日向美和；黃昕瑜）
第68話登場，幫日日人安排歸國行程的小姐，她還安排了日日人與總理見面的機會。
前導旁白（Avant-Narration，配音員：高山南；馮嘉德；黃玉娟）
第68話開始聲音登場，一開始敘述南波六太從故事開始到成為太空飛行員的總總經歷，到後面也敘述起南波日日人因月面事故而造成的病症，要如何振作起來的故事，直到現在變成圍繞著南波兄弟兩人的新發展打轉。
佛拉迪米爾（Vladimir，配音員：周良鴻）
第76話登場，伊凡的朋友。
米蓮娜（Milena，配音員：長崎瞳）
第77話登場，奧莉嘉在過去曾經一起學習芭蕾舞蹈的學生。
芭蕾舞教練（Ballet Coach，配音員：永田昌康；鄧志堅）
第77話登場，在過去教導奧莉嘉她們這些小姑娘學習芭蕾舞蹈的老師。
波麗娜（Polina）
第78話登場，與奧莉嘉一起同台表演芭蕾舞蹈的小姑娘，表演完後很高興的到父母的身邊。
伊琳娜（Irina）
第87話登場，奧莉嘉在過去曾經一起學習芭蕾舞蹈的學生。
葉卡特琳娜（Yekaterina）
第87話登場，奧莉嘉在過去曾經一起學習芭蕾舞蹈的學生。
蘇妮亞·卡爾維娜（Sonya Calvina）
第87話提名登場，奧莉嘉憧憬的一位芭蕾舞者，艾蜜莉亞在奧莉嘉11歲腳受傷時曾經拿著關於她表演芭蕾舞劇的門票詢問有沒有看的興趣時，奧莉嘉當時卻一點興趣也沒有。
鬧鐘的聲音（Voice of Alarm Clock）
第94話聲音登場，喚醒菲利浦起床時鬧鐘的聲音。
凱西（Cathy，配音員：長崎瞳；何寶珊）
第97話登場，達米安為了怕到模擬用管制室的六太不熟悉如何使用，而對他舉的例子時登場，她當時正在埃及開羅進行現場採訪。
古川
第98話提名登場，過去南波太太說經營洗衣店的他買抽獎券中了50萬日圓。
島田
第98話提名登場，過去南波太太說經營佛壇店的他才買5張抽獎券就中30萬日圓。
山德羅
李貝里歐的手下。
安利柯·唐納圖（Enrico Donato）
卡洛看的錄影帶裡出現的人，李貝里歐的朋友，DIA黑手黨搜查本部的警察，後來他被暗殺身亡。

## 故事中提到的真實人物

### 富井玩魔術方塊時提到的人物
巴克敏斯特·富勒（Buckminster Fuller）
美國知名建築師，把地球視為一艘叫「地球號」的太空船。
詹姆斯·洛夫洛克（James Lovelock）
英國科學家，主張地球是個叫「蓋亞」的生物。
理查·道金斯（Richard Dawkins）
英國知名人類學家，他說地球是乘載者人類這種「自私的基因」並將兩者結合在一起，說穿了人類就是地球這種生物的遺傳基因。
米歇爾·恩德（Michael Ende）
德國兒童文學作家，將不斷繁殖的人類比喻為癌細胞，但是富井認為人類原本是地球的「生殖細胞」，但是因為開始破壞地球，才會變成「癌細胞」。

### 真實的歷代太空飛行員
毛利衛
本作中的實存人物，六太和日日人小時候認識的太空飛行員，在動畫第4話被JAXA的歷屆太空飛行員肖像畫給揭曉其身分，動畫第1話在六太的回憶中登場。漫畫裡他被改名為毛莉。
向井千秋
本作中的實存人物，在動畫第4話被JAXA的歷屆太空飛行員肖像畫給揭曉，是日本首位女性太空飛行員。她在第51話的「本週的宇宙照片」中被介紹了。
土井隆雄
本作中的實存人物，在動畫第4話被JAXA的歷屆太空飛行員肖像畫給揭曉。他在第51話的「本週的宇宙照片」中被介紹了。
若田光一
本作中的實存人物，在動畫第4話被JAXA的歷屆太空飛行員肖像畫給揭曉。在動畫第26話他與野口聰一、星出彰彥一起被作為六太等人的太空飛行員審核的面試官。他在第48話、第50話裡被介紹和決定要出任務了。
野口聰一（配音員：野口聰一；吳文民）
本作中的實存人物，在動畫第4話被JAXA的歷屆太空飛行員肖像畫給揭曉，並在動畫第13話六太在回憶他和日日人兩人聽演說時登場的太空飛行員，漫畫裡他被改名為野淵聰一郎。在動畫第26話他與若田光一、星出彰彥一起被作為六太等人的太空飛行員審核的面試官。他在第51話的「本週的宇宙照片」中被介紹了。在第69話為某ASCAN人員配音。
古川聰
本作中的實存人物，在動畫第4話被JAXA的歷屆太空飛行員肖像畫給揭曉。他在第51話的「本週的宇宙照片」中被介紹了。
油井龜美也
本作中的實存人物，在動畫第4話被JAXA的歷屆太空飛行員肖像畫給揭曉。他在第47話、第51話的「本週的宇宙照片」裡被介紹和決定要出任務了。
大西卓哉
本作中的實存人物，在動畫第4話被JAXA的歷屆太空飛行員肖像畫給揭曉。他在第47話、第51話的「本週的宇宙照片」裡被介紹和決定要出任務了。在第69話為某ASCAN人員配音。
金井宣茂
本作中的實存人物，在動畫第4話被JAXA的歷屆太空飛行員肖像畫給揭曉。他在第47話、第51話的「本週的宇宙照片」裡被介紹和決定要出任務了。
哈里遜·舒密特（Harrison Schmitt）
美國地質學家。珍妮佛對六太說這位非軍職的太空飛行員在1972年的阿波羅17號任務中，回報了第一起的月塵吸入傷害病例。使得這個被其他軍職出身的太空飛行員隱忍不提的宇宙病理問題為人所知。
全名是哈里遜·哈根·（傑克）·舒密特（Harrison Hagan "Jack" Schmitt）。
尤里·加加林（Yuri Gagarin）
史上第一位的太空飛行員，他是手島勇吉所尊敬的蘇聯太空飛行員，因此就把自己的兒子取名為「有利」。在第45話的本週的宇宙照片中公開以他的姓為名的「加加林太空飛行員訓練中心」，在那裡有三位飛行員在此中心裡面紀念他的銅像面前獻花。
全名是尤里·亞歷克賽耶維奇·加加林（Yuri Alekseyevich Gagarin）。
艾倫·雪帕德（Alan Shepard）
六太對史密斯爺爺說出尊敬的美國太空飛行員。
全名是小艾倫·巴特雷特·雪帕德（Alan Bartlett Shepard Jr.）。
維吉爾·葛利森（Virgil Grissom）
六太對史密斯爺爺說出尊敬的美國太空飛行員。
全名是維吉爾·伊凡·（古斯）·葛利森（Virgil Ivan "Gus" Grissom）。
約翰·葛倫（John Glenn）
六太對史密斯爺爺說出尊敬的美國太空飛行員。
全名是小約翰·赫雪爾·葛倫（John Herschel Glenn Jr.）。
史考特·卡本特（Malcolm Carpenter）
六太對史密斯爺爺說出尊敬的美國太空飛行員。
全名是馬爾康·史考特·卡本特（Malcolm Scott Carpenter）。
華爾特·舒拉（Walter Schirra）
六太對史密斯爺爺說出尊敬的美國太空飛行員。
全名是小華爾特·（華利）·馬蒂·舒拉（Walter "Wally" Marty Schirra Jr.）。
高登·庫珀（Gordon Cooper）
六太對史密斯爺爺說出尊敬的美國太空飛行員。
全名是小李洛伊·高登·（高多）·庫珀（Leroy Gordon "Gordo" Cooper Jr.）。
范倫蒂娜·泰勒斯可娃（Valentina Tereshkova）
六太對史密斯爺爺說出尊敬的蘇聯太空飛行員，她是首位上太空的女性太空飛行員。
全名是范倫蒂娜·佛拉迪米羅芙娜·泰勒斯可娃（Valentina Vladimirovna Tereshkova）。
狄克·史萊頓（Deke Slayton）
六太對史密斯爺爺說出尊敬的美國太空飛行員。
全名是唐納德・肯特·（狄克）·史萊頓（Donald Kent "Deke" Slayton）。
約翰·楊（John Young）
六太對史密斯爺爺說出尊敬的美國太空飛行員。
全名是約翰·華茲·楊（John Watts Young）。
尼爾·阿姆斯壯（Neil Armstrong）
六太對史密斯爺爺說出尊敬的美國太空飛行員。
全名是尼爾·奧爾登·阿姆斯壯（Neil Alden Armstrong）。
麥可·柯林斯（Michael Collins）
六太對史密斯爺爺說出尊敬的美國太空飛行員。
巴茲·奧爾德林（Buzz Aldrin）
六太對史密斯爺爺說出尊敬的美國太空飛行員。
全名是小愛德溫·尤金·（巴茲）·奧爾德林（Edwin Eugene "Buzz" Aldrin Jr.）。
金·克蘭茲（Gene Kranz）
瑞克對老師提到的美國太空飛行員。
全名是尤金·法蘭西斯·（金）·克蘭茲（Eugene Francis "Gene" Kranz）。

#### 本週的宇宙照片
※從第1話開始至第51話為止於正篇故事結束後播出，由年幼時的六太與日日人擔任解說照片的主持人
星出彰彥（配音員：星出彰彥）
本作中的實存人物，在動畫第4話被JAXA的歷屆太空飛行員肖像畫給揭曉。在動畫第26話他與若田光一、野口聰一一起被作為六太等人的太空飛行員審核的面試官，並在動畫第31話六太在回憶他和日日人兩人小時候看到以視訊演說方式登場的太空飛行員。日日人被他所吸引，一直希望和他說話，並在問他問題時對他承諾說他們兄弟倆將來一定會成為太空飛行員，而他也有所期待著。
在每話的片尾「本週的宇宙照片」這部分都有年幼的日日人與六太大部分在第1話~第7話、第9話、第12話~第16話、第18話~第19話、第23話、第25話~第28話、第30話~第31話、第33話、第37話、第42話~第44話、第46話、第49話、第51話都有在介紹他這位太空飛行員處在的情況，除了他以外，六太與日日人也有介紹在他身邊的一些和宇宙相關的事物。
約瑟夫·M·阿卡巴（Joseph M. Acaba）
在第17話出現於本週的宇宙照片中左邊數來的第1位，是位美國太空飛行員。
全名是約瑟夫·麥可·（喬）·阿卡巴（Joseph Michael "Joe" Acaba）。
根納迪·帕達爾卡（Gennady Padalka）
在第17話出現於本週的宇宙照片中左邊數來的第2位，是位俄羅斯太空飛行員。
全名是根納迪·伊凡諾維奇·帕達爾卡（Gennady Ivanovich Padalka）。
賽格·雷文（Sergei Revin）
在第17話出現於本週的宇宙照片中左邊數來的第3位，是位俄羅斯太空飛行員。
全名是賽格·尼古拉耶維奇·雷文（Sergei Nikolayevich Revin）。

### 其他真實人物
席內丁·席丹（Zinedine Zidane）
2006年7月9日因為頭錘對手而被判紅牌出場，在六太挺身攻擊被欺負的日日人時，還有上司說日日人壞話時的頭錘功就是從他這學來的。
史蒂芬·席格（Steven Seagal）
原作裡六太失業回老家的3個星期後在晚餐與父母親看著這位演員演的老片。動畫第1話播這部分時，把原作裡關於他的部分刪除掉了。
湯姆·漢克斯（Tom Hanks）
六太在日日人美國休士頓的家的院子裡的涼椅上對月亮比出某手勢時對日日人提到的演員，六太說那是從他主演的阿波羅13號的DVD上學來的。動畫第5話播這部分時，把原作裡關於他的部分刪除掉了。
湯姆·克魯斯（Tom Cruise）
森嶋茂雄提到得演員，他說自己養的狗長得很像他。
賽希歐·拉莫斯（Sergio Ramos）
六太小時候踢足球表現的樣子，曾被比喻很像他。
席維斯·史特龍（Sylvester Stallone）
原作裡六太去觀看他主演的「洛基12」，以2025年時他還在演洛基·巴爾波亞這角色的話，那時他都已經是個快是80歲的老爺爺了。
荷默·希坎姆（Homer Hickam）
瑞克對文斯和皮可說到的火箭工程師。
亞伯拉罕·林肯（Abraham Lincoln）
丹尼爾對六太說的一個笑話，是在說一位父親看兒子很不用功，就對他說林肯在你這年紀時就藉由壁爐的燈火在讀書，兒子不甘心的回父親說，林肯在您這年紀就已經做總統了。
喬治·華盛頓（George Washington）
丹尼爾對六太說的一個笑話，是在說華盛頓小時候砍倒父親心愛的櫻桃樹時，為何馬上被父親原諒，答案是因為他手上還拿著斧頭。
麥可·傑克森（Michael Jackson）
六太想像丹尼爾對他說的一個笑話，是在說麥可與NASA的共通點在哪裡，答案是「月球漫步」，這來自於麥可自導主演「月球漫步者」這部電影後，這名稱成為他最著名的招牌舞步。
（Elvis Presley）
日日人想像死去的布萊恩在夏威夷過著像「貓王」他一樣的生活。
巴布·馬利（Bob Marley）
菲利浦喜歡的一位雷鬼樂歌手。
杜樂麗（Tuileries）
在多摩川受歡迎的企鵝。

## 虛構角色

### 影視節目或書本裡的人物
夏洛克·福爾摩斯（Sherlock Holmes）
六太在第2次試驗期間和賢治說話時提到的人物。
約翰·華生（John Watson）
六太在第2次試驗期間和賢治說話時提到的人物，福爾摩斯的助手。如果拿這兩位比，六太覺得自己像是華生。
蝙蝠俠（Batman）
六太在第2次試驗期間和賢治說話時提到的英雄。
羅賓（Robin）
六太在第2次試驗期間和賢治說話時提到的英雄，蝙蝠俠的夥伴。如果拿這兩位比，六太覺得自己像是羅賓。
嘎恰賓（Gachapin）
六太在第2次試驗期間和賢治說話時提到的日本富士電視台的綠恐龍。後來因為風佳把六太說成穆克，讓六太有幹勁到要贏過牠這個生物。
穆克（Mook）
六太在第2次試驗期間和賢治說話時提到的全身紅毛的雪男，也是嘎恰賓的好夥伴。後來說話不清楚的風佳和六太道別時，把六太的名字說成了牠（穆克在日語發音與六太相似）這個生物。
麥克（Mike）
日日人小時候寫的作業裡的人物，原是他在等待肯，但日日人不小心把等待的「待」寫成武士的「侍」，演變成他要殺肯的笑話。
肯（Ken）
日日人小時候寫的作業裡的人物，他是麥克在等的人，但日日人不小心把等待的「待」寫成武士的「侍」，演變成他被麥克殺了的笑話。
黑板（笠松）螢（くろいた（かさまつ）ほたる）
六太從美國回來時，南波老爹表演戲劇「來自北國」給六太看時提到的人物。
洛基·巴爾波亞（Rocky Balboa）
原作裡六太看的由席維斯·史特龍主演的洛基電影，2025年時已經演到第12部了。
幸運（Lucky）
動畫裡六太看的由一隻叫幸運的袋鼠主演的電影，在2025年時已經演到第12部了。動畫第22話播這部分時，取代原作裡「洛基」的部分。
哆啦A夢
六太在酒吧裡遇到皮可時，看到皮可從口袋裡拿出許多東西，就想到他就像是哆啦A夢一樣。動畫第56話播這部分時，把原作裡關於他的部分刪除掉了。
河豚田海螺
過去日本當紅的動畫海螺小姐的主角，但在2026年被創造出來的新動畫「Mr.日日人」打破其高收視率。動畫第69話播這部分時，把原作裡關於她的部分刪除掉了。
紅豬
這是太六比喻楊老爺爺戴上收到太陽眼鏡的禮物，還有在退休前又常說「不會飛的豬」等之類的話，因為楊老爺爺的身材圓滾滾的，還有如果他心愛的飛機T38被漆成紅色，那就宛如宮崎駿作品的主角「紅豬」。
好奇猴喬治（Curious George）
這是塔利滔滔不絕的介紹時，被喬治·麥奎爾打斷後，低語不滿暗地裡罵喬治的話。
矢內摩耶子
這是風佳看的「小餡衣與我（あんころちゃんとわたし）」這本繪本故事的作者，事實上這名字的由來是來本故事的作者小山宙哉名字的易位構詞。
眼珠老爹
南波老爹增加的「模仿新點子」，這是出自於鬼太郎裡的人物。
鬼太郎
南波老爹增加的「模仿新點子」（實際上這只是南波老爹使用眼珠老爹的聲音，呼叫鬼太郎的名字），這是出自於鬼太郎裡的主角。
塗壁
南波老爹增加的「模仿新點子」，這是出自於鬼太郎裡的人物。
名偵探柯南
南波老爹增加的「模仿新點子」，這是出自於「名偵探柯南」裡的主角，模仿的部分是「外表看似小孩，智慧卻過於常人的，名偵探柯南！（見た目は子供、頭脳は大人、その名は名探偵コナン！）」。動畫第97話播這部分時，取代原作裡「小熊維尼」和「穴子」的部分。
魯邦三世（Lupin III）
南波老爹增加的「模仿新點子」，這是出自於「魯邦三世」裡的主角。
蒙其·D·魯夫（Monkey D. Luffy）
南波老爹增加的「模仿新點子」，這是出自於海賊王裡的主角，為魯夫配音的正好是為南波兄弟倆的母親配音的配音員。
小熊維尼（Winnie-the-Pooh）
南波老爹增加的「模仿新點子」，這是出自於「小熊維尼」裡的主角。
穴子
南波老爹增加的「模仿新點子」，這是出自於海螺小姐裡的人物。
狗狗
南波老爹增加的「模仿新點子」，這是出自於躲貓貓！裡的主角，為狗狗配音的正好是為南波兄弟倆的父親配音的配音員。
長島雄一
南波老爹增加的「模仿新點子」，這正好是動畫裡為南波兄弟倆的父親配音的配音員。動畫第97話播這部分時，取代原作裡「狗狗」的部分。
史泰德船長（Captain Stead）
六太小時候看的動畫「宇宙海盜前衛者」裡的人物，在故事裡他被捉到行星米蘭去，要塔比洛斯把小船蝸牛號（Escargot）放下來，讓他逃離使他受困的星球。
塔比洛斯（Tabilos）
六太小時候看的動畫「宇宙海盜前衛者」裡的人物，史泰德船長的其中一個部下。
諾曼·費雪（Norman Fisher）
文斯在14歲時在書店買關於他寫的「月球工作者（Moonworker）」，而他的書上有提到「月球漫步者（Moonwalker）」變成「月球工作者」的事情。
高登（Gordon）
故事裡他寫下自己的預言，並說2030年太空飛行員們會從「月球漫步者」變成「月球工作者」向月球出發。

### Mr.日日人
※從第69話開始至第79話、第90話、第92話~第93話、第98話為止於正篇故事結束後播出,第76話中段播出
日日人（Hibbit，配音員：KENN；李世揚；曹啟謙）
以南波日日人為原型的動畫主角，外表是一隻喜歡吃紅蘿蔔的兔子，口頭禪是「耶～～～～！！」和「要吃紅蘿蔔嗎？（ニンジン食べる？）」。
巴迪大猩猩（Buddy Gorilla，配音員：平田廣明；梁興昌；陳欣）
以巴迪華特斯為原型的動畫角色，外表是一隻喜歡吃香蕉的大猩猩，也很愛賣弄自己的肌肉，最先成為日日人的夥伴。
巴特勒鷲（Butler Eagle，配音員：平田廣明；陳欣）
以傑森巴特勒為原型的動畫角色，外表是一隻大鷲，他以室長的身分來決定日日人與巴迪的任務。在日日人找齊6位同伴後，也幫忙訓練日日人他們。
丹尼爾豬（Deneil Pig，配音員：平田廣明；陳欣）
以丹尼爾楊為原型的動畫角色，外表是一隻紅豬，他以飛行訓練教官的身分來訓練日日人與巴迪。
佛萊迪狗（Freddie Dog，配音員：平田廣明；陳欣）
以佛萊迪薩坦為原型的動畫角色，外表是一隻狗，他被譽為是傳說中的太空飛行員，是日日人與巴迪在某洞穴中發現他的。
達米安鷹（Damien Hawk，配音員：平田廣明；曹冀魯；陳欣）
以達米安克威勒為原型的動畫角色，外表是一隻老鷹，他一出場就以隼的速度奪下日日人的紅蘿蔔。
卡蓮貓（Karen Cat，配音員：澤城美雪；張頌欣）
以卡蓮瓊斯為原型的動畫角色，外表是一隻貓咪，她一出場就以女醫生的姿態出現並拿著一隻巨大的針筒。
小熊貓琳達（Lesser Linda，配音員：澤城美雪；張頌欣）
以琳達克里夫為原型的動畫角色，外表是一隻小熊貓，她一出場就以斷腿病人姿態出現，並稱說紅蘿蔔能增強抵抗力還有美容的效果。
鼴鼠佛（Mogufer，配音員：澤城美雪；張頌欣）
以珍妮佛為原型的動畫角色，外表是一隻喜歡吃漢堡的鼴鼠，負責訓練日日人他們體力。
月面基地播報員（Lunar Base Announce，配音員：永田昌康；陳廷軒）
日日人他們所待的月面基地播報員，警告基地第五模組發生爆炸的事件。
月兔（Moon Rabbit，配音員：三瓶由布子）
日日人為了挽救基地不慎導致陷入瀕死狀態時現身，並對日日人道歉說因為好奇而把基地咬得亂七八糟，為了表達歉意，他拿出了宇宙紅蘿蔔給日日人吃，拯救了瀕死的日日人。